# Марково кале (Теово)
Вижте пояснителната страница за други значения на Марково кале.
Марково кале (на македонска литературна норма: Марково Кале) е антична и средновековна крепост, разположена над велешкото село Теово, Северна Македония.

## Местоположение
Марково кале е на 1,5 km западно от Теово и на същото разстояние южно от Согле. Представлява купест връх, който се издига на 400 m над долините Бабуна и Брезица, с много добра видимост на целия регион и пътищата през долините, които идват от планинските проходи на северния край на Пелагония.

## История

### Античност
През Късната античност около върха е изградена стена с мазилка на площ от 1,2 ηα. Вътре са добре запазени цистерна за дъждовна вода и по-голяма сграда с поредица от помещения. Открити са късноантична керамика, монети от късния IV и V век. Тази висока стража е пазела пътя Скупи — Керамия, който тук се разделял на няколко маршрута, които се изкачват до проходите Биса и Мукос, за да влязат в Пелагония.

### Средновековие
Крепостта Марково кале очевидно е била добре запазена и през Средновековието, когато отново е служила за охрана на споменатия път. Открити са ралчета от славянски црепни, бронзова византийска монета — фолис на Йоан Цимиски от края на Х век. Крепостта несъмнено е била обитавана само от време на време, при кризисни военни ситуации.